# Neuve-Chapelle
Neuve-Chapelle é uma comuna francesa na região administrativa de Altos da França, no departamento de Pas-de-Calais. Estende-se por uma área de 1,86 km². Em 2010 a comuna tinha 1 457 habitantes (densidade: 783,3 hab./km²).